# Rodolphe IV de Hochberg
Pour les articles homonymes, voir Hochberg (homonymie).
Rodolphe IV de Bade-Sausenberg ou Rodolphe IV de Hochberg (né en 1426/1427, château de Rothelin décédé le 12 avril 1487) est le fils du margrave Guillaume de Bade-Hachberg-Sausenberg et de son épouse Élisabeth de Montfort-Bregenz. Rodolphe IV est margrave de Hachberg-Sausenberg à partir de 1441, et comte de Neuchâtel à partir de 1447.

## Biographie

### Jeunesse
En 1441, le père de Rodolphe abdique en sa faveur et en celle de son frère cadet Hugues. Comme ils sont tous deux mineurs, c'est le comte Jean de Fribourg, cousin de leur père, qui exerce le gouvernement comme régent. Hugues meurt dès 1444.

### Le bâtisseur
Rodolphe IV poursuit l'édification des châteaux de Badenweiler et de Rothelin. À ce dernier il ajoute une porte basse dans la basse-cour. Entre 1479 et 1482, il rebâtit l'église de la ville de Schopfheim, qui avait brûlé. Il existe également des traces de son activité de constructeur dans l'église du monastère de Weitenau (de) et dans celles de Rothelin et Egringen (de).

### L'expansion de son domaine
Le comte Jean de Fribourg et son épouse Marie de Chalon fille de Jean III de Chalon-Arlay avaient eu six héritiers, mais ils étaient tous morts en enfance. Le 8 septembre 1444, le comte Jean de Fribourg, souverain de Fribourg et de Neuchâtel donne la région de Badenweiler, comprenant le château de Badenweiler à ses neveux Rodolphe IV et Hugues.  Les régions de Badenweiler, Rothelin et Hachberg-Sausenberg forment alors un domaine continu du nord de Bâle au sud de Fribourg. En 1447, Jean de Fribourg-Neuchâtel transfère le comté de Neuchâtel, comprenant le château de Neuchâtel à Rodolphe IV.  Après la mort de Jean le 19 février 1458, Rodolphe IV hérite d'autres possessions en Franche-Comté

### Le diplomate
En 1451 et 1452, Rodolphe IV accompagne le roi Frédéric III lors de son voyage à  Rome pour son couronnement. En 1454, le duc  Philippe le Bon le gratifie d'une visite au château de Rothelin. En 1458, il est nommé conseiller et chambellan à la cour du duc de Bourgogne. Il en devient un familier et y est connu sous le nom de Marquis de Rothelin. En 1467, le duc Charles le Téméraire de Bourgogne le nomme gouverneur de Luxembourg. En 1468, il arbitre un conflit entre le duc Sigismond d'Autriche-Tyrol et la Confédération des VIII cantons.

### Tentative de sauvegarder ses possessions au pays de Bade
Rodolphe IV est conscient que sa position de vassal de l'Empire germanique d'un côté et de ses intérêts en Bourgogne de l'autre le met dans une situation dangereuse. Afin de conserver ses  possessions familiales du Pays de Bade, il engage des négociations avec le margrave Charles Ier de Bade et son fils Albert. Peu avant la mort de Rodolphe IV, le petit-fils de Charles Ier, Philippe Ier, un fils de Christophe Ier, séjourne à la cour de Rodolphe.  Les négociations n'aboutissent pas du vivant de Rodolphe IV, mais le fils et héritier de Rodolphe Philippe poursuit les négociations avec Christophe Ier et ils parviennent à un accord en 1490 sur un pacte de succession, qui entrera en vigueur en 1503 à la mort sans héritier mâle de Philippe.

### Union et postérité
Rodolphe IV épouse en 1446 Marguerite de Vienne, petite-fille de Guillaume de Vienne. Elle apporte en dot lors de leur mariage des droits sur le château de Sainte-Croix et d'autres propriétés en Bourgogne. Ils ont un fils Philippe de Bade-Hachberg-Sausenberg et deux filles, Catherine et Barbe (cette dernière épouse Philippe de Beauvoir de Chastellux, vicomte d'Avallon et sire de Coulanges).